# L’America

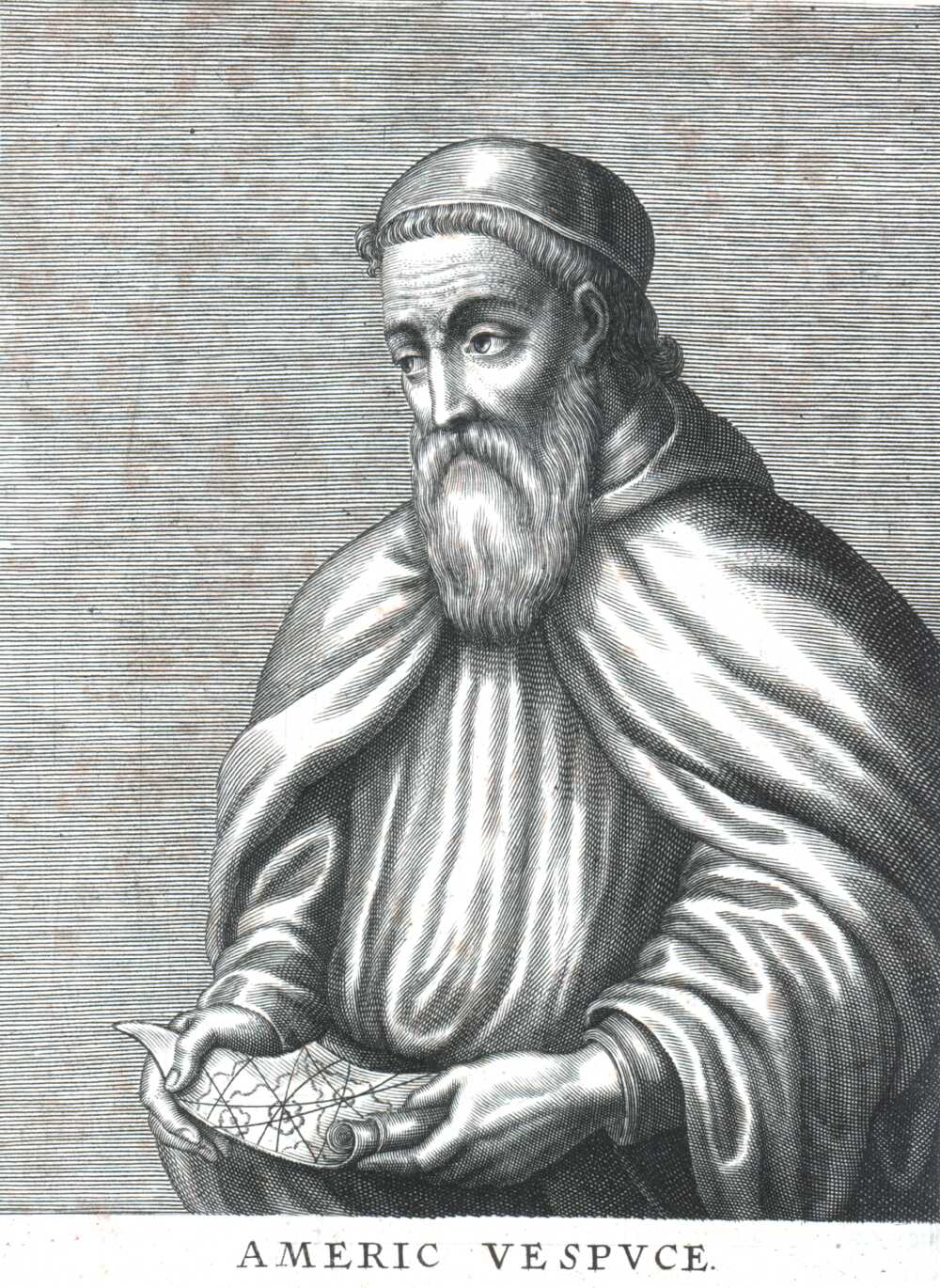
Amerigo Vespucci

L'America; poema eroico – epos włoskiego poety Girolama Bartolomei, opublikowany w 1650. Utwór jest napisany oktawą (ottava rima). Ta ośmiowersowa strofa, pisana jedenastozgłoskowcem (endecasillabo), rymująca się abababcc, była typową zwrotką największej epiki włoskiej końca średniowiecza, renesansu i baroku. Bartolemei zbudował fabułę eposu na przeciwstawieniu Krzysztofowi Kolumbowi Ameriga Vespucciego, jako prawdziwego odkrywcy nowego lądu.